# 조경애
조경애(趙慶愛, 1962년 2월 10일 ~ )는 대한민국의 시민운동가이다.

## 생애
1985년 민추위 사건으로 구속되었다. 민추위(민주화추진위원회)는 서울대 학생운동의 비공개 지도조직으로, 정치신문 '깃발'을 발행했다. 전두환 정권은 민추위를 국가보안법상 이적단체로 규정하고 대대적인 탄압을 통해 26명을 구속하고 17명을 지명수배했다. 박종철 고문치사 사건, 이근안 경감에 의한 김근태 고문사건 등은 모두 민추위 탄압과정에서 발생한 것이다.
인천과 서울에서 노동운동을 하던 중 1993년 위암 진단을 받았다. 위암 투병생활을 하면서 국민 건강권 확대와 환자권리 보장 등을 위한 보건의료 운동의 필요성을 절감했다.
1995년 의보연대회의(의료보험 통합일원화와 보험적용 확대를 위한 연대회의) 사무차장을 시작으로 보건의료 운동을 시작했다. 우리나라 수백개로 쪼개져있던 의료보험조합을 국민건강보험공단으로 통합하고 보험 적용 확대를 위해 활동하였다. 이후 진보적 환자단체, 보건의료인단체, 장애인단체, 노동자, 농민, 시민사회단체 들의 연대체인 건강연대의 공동대표를 맡았고 2003년에 시민운동가와 환자운동가, 전문가를 모아 건강세상네트워크를 만들고 대표 등을 맡으며 한국의 보건의료 시민운동을 주도했다.
2004년부터 환자단체들과 백혈병치료제인 글리벡 약가 인하, 폐암약인 이레사 약가 인하와 보험적용 확대 운동을 통해 2006년에 약가 인하를 관철시켰다. 2005년 '암부터 무상의료' 등 건강보험 보장성 개선 촉구 활동을 벌였으며, 전국민 주치의체 도입 추진 운동, 진료비 바로알기 등 환자 권리 운동 등을 꾸준히 펼쳤다.
또, 원폭피해자 지원 특별법의 입법 촉구로 국회내 입법 발의, 의료급여 수급자 차별사례 조사, 빈곤층 건강권 사업, 의료 사각지대 건강보험체납자 집단 결손 처분 민원 신청 운동, 기초생활수급자 건강권 확보를 위한 의료급여 확대 운동, 공공병원 제자리 찾기 운동, 적십자 병원 공공성 확대 운동, 선택진료제 폐지 운동, 간병서비스 제도화 및 보험 확대 운동, 환자권리 사업, 의료사고 피해자구제법 입법 활동 등 국민건강권 확대와 환자권리 보장을 위한 시민운동을 지속적으로 진행했다.
2009년부터 2011년까지 의료민영화 저지 범국본(의료민영화 저지와 건강보험 보장성 강화를 위한 범국민운동본부) 상임대표 겸 집행위원장으로 영리병원, 의료채권법, 병원경영지원회사 도입 반대, 건강관리서비스 시장화 반대 등 의료민영화 저지 운동에 앞장서고 있다.

## 학력
- 1985년 서울대학교 가정대학 졸업
- 2003년 성공회대학교 시민사회복지대학원 수료
- 2007년 성공회대학교 시민사회복지대학원 졸업, 사회복지학 석사

## 경력
- 1995년 - 1999년 의보연대회의(의료보험통합일원화와 보험 적용 확대를 위한 연대회의) 사무차장
- 1999년 - 2003년 건강연대(건강권 보장과 의료 공공성 강화를 위한 희망연대)’ 사무국장
- 2003년 건강세상네트워크 대표
- 2004년 건강연대 공동대표
- 2006년 사단법인 시민건강증진연구소 이사장
- 2008년 환자복지센터 운영위원
- 2008년 아름다운재단 다솜이사업 전문위원
- 2009년 의료민영화 저지 범국본(의료민영화 저지 및 건강보험 보장성 강화를 위한 범국민운동본부) 상임대표 겸 집행위원장
- 2010년 한국금연운동협의회 이사
- 2011년 무상의료 정책포럼 대표
- 전 건강보험공단 재정운영위원회 위원
- 전 보건복지부 건강보험 분쟁심의위원회 위원
- 전 보건복지부 국민건강증진심의위원회 위원
- 전 국가인권위원회 건강권 전문위원
- 현 보건복지부 중앙응급의료위원회 위원
- 현 건설교통부 자동차보험수가분쟁조정위원회 위원
- 현 건강보험심사평가원 고객자문위원

## 저서 및 논문
- 빈곤과 건강 (공저, 한울 출판사, 2003)
- 상식으로 알아야할 국민건강보험 (광주대학교 출판부, 2011)
- 의료소비자 주권 확립을 위한 보험자의 역할 설정에 관한 연구 (건강보험공단)
- 건강보험 입원환자서비스 개발에 관한 연구 (건강보험공단)
- 암 환자 치료비 비용 추계 및 재원조달 방안 (국립암센터)
- 건강보험 급여제한제도 개선방안 연구 (건강보험공단)
- 노인장기요양보험법 제정과정에서 시민단체의 역할에 관한 연구 (성공회대학교 시민사회복지대학원 석사학위 논문)

## 역대 선거 결과
| 실시년도 | 선거   | 대수 | 직책     | 선거구   | 정당       | 득표수       | 득표율          | 순위          | 당락 | 비고      |
| -------- | ------ | ---- | -------- | -------- | ---------- | ------------ | --------------- | ------------- | ---- | --------- |
| 2012년   | 총선   | 19대 | 국회의원 | 비례대표 | 민주통합당 | 7,777,123 표 | \| \| 36.45% \| | 비례대표 25번 | 낙선 | 승계 불능 |
|          | 36.45% |      |          |          |            |              |                 |               |      |           |